# Banco Português de Investimento
Banco Português de Investimento (BPI) er en portugisisk bank og et datterselskab til CaixaBank. Virksomheden blev etableret i 1981 af Artur Santos Silva og CaixaBank har siden 2017 været flertalsaktionær. BPI har over 1,4 mio. kunder, 674 filialer og 8.529 ansatte. De har bankforretning i Portugal, Spanien, Angola og Mozambique.